# De noche: Clásicos a mi manera...
De noche: Clásicos a mi manera... es el nombre el segundo álbum recopilatorio (décimo séptimo en general) del cantante mexicano Alejandro Fernández. Fue lanzado al mercado bajo el sello discográfico Sony BMG Norte el 2 de diciembre de 2008. Este álbum contiene 16 éxitos de grandes temas de artistas como Agustín Lara, Jose Jose, Juan Gabriel y Armando Manzanero. Incluye cuatro nuevas canciones nunca grabados por el artista como "El reloj" , "Regálame esta noche", "Cuando ya no me quieras" y "Perfume de gardenias". Forma parte de la lista de los 100 discos que debes tener antes del fin del mundo, publicada en 2012 por Sony Music.

## Información sobre el álbum
Este álbum recopilatorio contiene 16 canciones, de las cuales, 12 de grandes éxitos del pasado y 4 que son inéditas. Canciones como "Contigo aprendí" de Piel de niña (1993), "La gloria eres tú", "Encadenados", "Si Dios me quita la vida", "No", "A pesar de todo", "La enmarada", "El día que me quieras" y "Piensa en mí" de Grandes éxitos a la manera de Alejandro Fernández (1994), "Abrázame" de Muy dentro de mi corazón (1996) y "Nadie simplemente nadie" de Mi verdad (1999). Se incluye además una versión de "Perfume de gardenias" que el cantante grabó en colaboración con la Sonora Santanera en el álbum Nuestro aniversario en voz de... (1996). "El reloj", "Regálame esta noche" y "Cuando ya no me quieras" son inéditas en este álbum recopilatorio.

## Lista de canciones
- 1. Abrázame (Rafael Ferro García, Julio Iglesias) - 3:19
- 2. El reloj (Roberto Cantoral) - 3:29
- 3. No (Armando Manzanero) - 3:16
- 4. Nadie simplemente nadie (Susana Fernández) - 3:46
- 5. El día que me quieras (Carlos Gardel, Alfredo Le Pera) - 4:19
- 6. Regálame esta noche (Roberto Cantoral) - 2:52
- 7. Piensa en mí (Agustín Lara) - 4:26
- 8. Si Dios me quita la vida (Luis Demetrio) - 4:35
- 9. La gloria eres tú (José Antonio Méndez) - 2:58
- 10. Contigo aprendí (Armando Manzanero) - 3:27
- 11. A pesar de todo (Augusto Algueró, Antonio Guijarro) - 3:20
- 12. Encadenados (Carlos Arturo Briz) - 2:55
- 13. Cuando ya no me quieras (Cuates Castilla) - 3:20
- 14. Noche de ronda (Agustín Lara) - 4:03
- 15. La enramada (Graciela Olmos) - 2:57
- 16. Perfume de gardenias (Rafael Hernández Marín) - 3:08

- Datos: Q15303074